# 高永喆
高 永喆（コ・ヨンチョル、朝鮮語: 고영철、英語: Koh Young Choul）は、拓殖大学客員研究員、韓国統一進興院　専任教授、朝鮮半島外交・安保、歴史・文化及び北朝鮮情報分析専門家。

## 略歴
大韓民国全羅南道生まれ。
朝鮮大学校文科大学卒業（奨学生）、1975年、韓国海軍将校任官、海軍大学（正規18期）卒業、米国防情報学校修了(兆候分析: 短期教育)。訪日以降、拓殖大学大学院博士前期課程修了（安全保障専攻）。
現役時代一線部隊の指揮官、参謀を務めた後、士官学校及び国立海洋大学ROTC教官を務めた。1989年、韓国国防省情報本部に異動となり北朝鮮情報分析官後、海外情報部の日本担当官（防衛交流）を務める。当時高少佐は、日韓軍艦親善訪問、情報交流、人事交流など両国防衛交流推進の実務担当官メンバーとなる。
1993年、金泳三が大統領に就任し、32年間続いた軍事政権から文民政権へと変わる。この時高は、全斗煥、盧泰愚前大統領逮捕及び軍部叩きに巻き込まれ、フジテレビのソウル支局長に韓国軍の軍事秘密を漏洩した容疑で逮捕、続いて翌年には大法院（韓国の最高裁）で懲役4年の実刑判決を受けた。

## 主な著書
- 『北朝鮮特殊部隊　白頭山3号作戦』（2007年2月、講談社）
- 『国家情報戦略』（2007年7月、講談社）佐藤優（外交官）共著
- 『インテリジェンス戦争』(2009年,大和書房) 佐藤優共著。
- 『亡国のインテリジェンス』（2010年6月、文芸社）仮野忠男 編著 対談集。
- 『韓国左派の陰謀と北朝鮮の撩乱』(2017年4月、KKベストセラーズ) 佐藤優(元外交官)共著
- 『金正恩が脱北する日』(2018年7月、扶桑社)。